# Lobeza gunthierna
Lobeza gunthierna är en fjärilsart som beskrevs av William Schaus 1928. Lobeza gunthierna ingår i släktet Lobeza och familjen tandspinnare. Inga underarter finns listade i Catalogue of Life.